# Анна фон Вюртемберг (1561 – 1616)
Анна фон Вюртемберг (на немски: Anna von Württemberg; * 12 юни 1561, Щутгарт; † 7 юли 1616, Хойнов, Полша) е херцогиня от Вюртемберг и чрез женитба от 1582 до 1592 г. херцогиня на Волов и от 1592 г. херцогиня на Олава. След втората си женитба през октомври 1594 г. тя става херцогиня на Лигница.

## Живот
Тя е седмата дъщеря на херцог Кристоф фон Вюртемберг (1515 – 1568) и съпругата му Анна Мария фон Бранденбург-Ансбах (1526 – 1589), дъщеря на маркграф Георг.
На 16 септември 1582 г. тя се омъжва в Бриг за Йохан Георг (1552 – 1592), херцог на Волов и Олава. Двамата имат децата Георг Христоф (* 4 май 1583, † 1584) и Барбара (* 1584/85, † 1586), които умират като бебета.
През 1594 г. тя се омъжва за вдовеца херцог Фридрих IV фон Лигниц (1552 – 1596), който умира след 17 месеца на 27 март 1596 г. Анна получава Херцогство Хайнау. Там тя умира след 20 години.